# 茜比·柯奇莉
‪茜比·柯奇莉‬（土耳其語：Sibel Kekilli，1980年6月16日—），德国土耳其裔女演員。柯奇莉知名的电影包括《愛無止盡》和《Die Fremde》并因此两次获得德國電影獎。她于HBO的大热電視劇《權力的遊戲》中扮演雪伊（Shae）一角，憑藉此角色在国际成名。

## 外部連結
- 茜比·柯奇莉在互联网电影资料库（IMDb）上的資料（英文）
- 茜比·柯奇莉的Instagram帳戶